# Bernhard von Langenbeck
Bernhard Rudolf Konrad von Langenbeck (Padingbüttel, 9 novembre 1810 – Wiesbaden, 29 settembre 1887) è stato un chirurgo tedesco.

## Biografia
Nacque a Padingbüttel, studiò medicina a Göttingen, dove uno dei suoi insegnanti era suo zio Konrad Johann Martin Langenbeck. Prese il suo dottorato nel 1835 con una tesi sulla struttura della retina. Dopo una visita in Francia e in Inghilterra, tornò a Gottinga come Privatdozent, e nel 1842 divenne professore di chirurgia e direttore dell'ospedale Friedrichs di Kiel. Sei anni dopo succedette a Johann Friedrich Dieffenbach (1794-1847) come direttore dell'Istituto clinico di chirurgia e oftalmologia alla Charité di Berlino, e vi rimase fino al 1882, quando la mancanza di salute lo costrinse a ritirarsi.
Si specializzò in chirurgia militare e divenne un'autorità nel trattamento delle ferite d'arma da fuoco. Servì come chirurgo nell'esercito nella prima guerra dello Schleswig nel 1848 e successivamente nella seconda guerra dello Schleswig nel 1864. 
Prestò anche servizio nella guerra austro-prussiana nel 1866 e nella guerra franco-prussiana del 1870-71. Andò a Orléans alla fine del 1870, dopo che la città era stata presa dai prussiani. Morì a Wiesbaden nel settembre del 1887.
Langenbeck è considerato come il "padre della chirurgia". Presso la Charite di Berlino, ideò e sviluppò un sistema in base al quale i nuovi laureati in medicina potessero stare momentaniamente in ospedale come sorta di tirocinio, da poter imparare più facilmente. Tra i suoi più noti "allievi" c'erano illustri chirurghi come Billroth ed Emil Theodor Kocher. Il grande successo del suo modello di insegnare fu riconosciuto da William Osler e William Halsted, che anche loro utilizzarono la sua tecnica di insegnamento nei Dipartimenti di Medicina e Chirurgia, rispettivamente, presso il Johns Hopkins University Hospital alla fine del XIX secolo.